# Quick Lane Bowl 2017
Match précédent Match suivant
Le Quick Lane Bowl 2017 est un match de football américain de niveau universitaire joué après la saison régulière de 2017, le 26 décembre 2017 au Ford Field de Détroit dans l'état du Michigan aux États-Unis.
Il s'agit de la 4e édition du Quick Lane Bowl.
Le match met en présence les équipes des Blue Devils de Duke issus de la Atlantic Coast Conference et des Huskies de Northern Illinois issus de la Mid-American Conference.
Il débute à 17 h 19 locales et est retransmis en télévision sur ESPN.
L'événement est ponsorisé par la société Quick Lane (centres spécialisés dans le commerce de pneus et pièces pour voitures).
Duke gagne le match sur le score de 36 à 14.

## Présentation du match
| Équipes                                                                                       | Conférences | Entraîneurs          | Stats. saison rég. | Classements avant le bowl CFP-AP-Coaches |
| --------------------------------------------------------------------------------------------- | ----------- | -------------------- | ------------------ | ---------------------------------------- |
| Blue Devils de Duke                                                                           | AAC         | David Cutcliffe (en) | 6 - 6              | NC                                       |
| Huskies de Northern Illinois                                                                  | MAC         | Rod Carey (en)       | 8 - 4              | NC                                       |
| Arbitre : James Carter (SEC) Équipe donnée favorite par les bookmakers : Duke par 3,5 points. |             |                      |                    |                                          |

Il s'agit de la toute première rencontre entre ces deux équipes.

### Blue Devils de Duke
Avec un bilan global en saison régulière de 6 victoires et 6 défaites, Duke est éligible et accepte l'invitation pour participer au Quick Lane Bowl de 2017.
Ils terminent 4e de la Coastal Division de l'Atlantic Coast Conference derrière no 11 Miami, no 22 Virginia Tech et Georgia Tech, avec un bilan en division de 3 victoires et 5 défaites.
À l'issue de la saison 2017, ils n'apparaissent pas dans les classements CFP, AP et Coaches.
Il s'agit de leur toute première apparition au Quick Lane Bowl et le 13e de leur histoire.

### Huskies de Northern Illinois
Avec un bilan global en saison régulière de 8 victoires et 4 défaites, Northern Illinois est éligible et accepte l'invitation pour participer au Quick Lane Bowl de 2017.
Ils terminent 3e de la West Division de la Mid-American Conference derrière Toledo et Central Michigan, avec un bilan en division de 6 victoires et 2 défaites.
À l'issue de la saison 2017, ils n'apparaissent pas dans les classements CFP, AP et Coaches.
Il s'agit de leur toute première apparition au Quick Lane Bowl et le 12e de leur histoire.

## Résumé du match
Joué en indoors, début du match à 17 h 19, fin à 20 h 37 pour une durée totale de jeu de 3 heures et 18 minutes.
| QT          | Temps       | Drive       | Drive       | Drive       | Équipe      | Description de l'action | Score | Score |
| QT          | Temps       | Jeux        | Yards       | TDP         | Équipe      | Description de l'action | DUKE  | NIU   |
| ----------- | ----------- | ----------- | ----------- | ----------- | ----------- | --- | ----- | ----- |
| 1           | 06:00       | 10          | 58          | 03:28       | DUKE        | TD à la suite d'une course de 1 yard par QB Daniel Jones + 1 point de conversion par K William Holmquist                                                              | 7     | 0     |
| 1           | 03:17       | 3           | 11          | 01:15       | DUKE        | TD à la suite d'une course de 1 yard par RB Shaun Wilson + 1 point de conversion par K William Holmquist                                                              | 14    | 0     |
| 2           | 14:21       | 2           | 28          | 00:28       | NIU         | TD à la suite d'une course de 25 yards par RB Tre Harbison + 1 point de conversion par K Christian Hagan                                                              | 14    | 7     |
| 2           | 12:22       | 2           | 69          | 00:37       | NIU         | TD de 67 yards par WR Jauan Wesley à la suite d'une réception d'une passe de QB Marcus Childers + 1 point de conversion par K Christian Hagan                         | 14    | 14    |
| 2           | 06:09       | 8           | 80          | 02:53       | DUKE        | TD de 33 yards par WR T.J. Rahming à la suite d'une réception d'une passe de QB Daniel Jones mais la tentative de conversion à 1 point par K William Holmquist échoue | 20    | 14    |
| 2           | 01:33       | 7           | 64          | 02:32       | DUKE        | TD de 11 yards par RB Shaun Wilson à la suite d'une réception d'une passe de QB Daniel Jones, mais la tentative de conversion à la passe à 2 points échoue            | 26    | 14    |
| 3           | 06:58       | 11          | 67          | 03:52       | DUKE        | TD à la suite d'une course de 7 yards par RB Brittain Brown + 1 point de conversion par K William Holmquist                                                           | 33    | 14    |
| 4           | 07:37       | 16          | 64          | 07:38       | DUKE        | FG de 24 yards par K William Holmquist | 36    | 14    |
| Score final | Score final | Score final | Score final | Score final | Score final | Score final | 36    | 14    |

## Statistiques
| Meilleur joueur (MVP) |        |       |
| Nom                   | Équipe | Poste |
| Daniel Jones          | Duke   | QB    |

| Statistiques par équipe                |                                                       |                                                      |
| Statistiques                           | DUKE                                                  | NIU                                                  |
| 1er down                               | 27                                                    | 13                                                   |
| 1er down à la course                   | 14                                                    | 5                                                    |
| 1er down à la passe                    | 13                                                    | 6                                                    |
| 1er down suite pénalité                | 0                                                     | 2                                                    |
| Conversion de 3e down                  | 10/19                                                 | 1/12                                                 |
| Conversion de 4e down                  | 2/3                                                   | 0/6                                                  |
| Jeux–yards                             | 92 jeux pour 465 yards                                | 27 jeux pour 299 yards                               |
| Yards à la course                      | 52 courses pour 213 yards moyenne de 4,1 yards/course | 29 courses pour 65 yards moyenne de 2,2 yards/course |
| Yards à la passe                       | 252                                                   | 234                                                  |
| Passes : Réussies-Tentées-Interceptées | 27/40, 0 interception                                 | 15/28, 0 interception                                |
| Réussite en zone rouge/chances         | 5/6                                                   | 0/1                                                  |
| TD                                     | 5                                                     | 2                                                    |
| Field Goals                            | 1/1                                                   | 0/0                                                  |
| Sacks (Nombre-Yards)                   | 2 pour 18 yards adverses perdus                       | 1 pour 10 yards adverses perdus                      |
| Fumbles (Nombre/Perdus)                | 2/1                                                   | 0/0                                                  |
| Pénalités (Nombre/Yards perdus)        | 2 pour 30 yards perdus                                | 3 pour 11 yards perdus                               |
| Temps de possession                    | 38:21                                                 | 21:39                                                |

| Statistiques individuelles |                 |                                                                          |
| Quaterbacks                |                 |                                                                          |
| DUKE                       | Daniel, Jones   | 27/40 passes complétées, 252 yards, 0 interception, 2 TDs, 2 sacks subis |
| NIU                        | Marcus Childers | 15/26 passes complétées, 234 yards, 0 interception, 2 TDs, 1 sack subi   |
| Meilleurs coureurs         |                 |                                                                          |
| DUKE                       | Daniel Jones    | 16 courses pour 86 yards nets gagnés, 1 TD, moyenne de 5,4 yards/course  |
| NIU                        | Tre Harbison    | 13 courses pour 59 yards nets gagnés, 1 TD, moyenne de 4,5 yards/course  |
| Meilleurs receveurs        |                 |                                                                          |
| DUKE                       | Daniel Helm     | 5 réceptions pour 73 yards gagnés, 0 TD                                  |
| NIU                        | Jauan Wesley    | 2 réceptions pour 109 yards gagnés, 1 TD                                 |
| Meilleurs tacleurs         |                 |                                                                          |
| DUKE                       | Dylan Singleton | 10 tacles dont 9 en solo, 1 touché pour oerte de 4 yards adverses        |
| NIU                        | Allen Mycial    | 12 tacles dont 8 en solo.                                                |